# Agrionoptera bartola
Agrionoptera bartola is een libellensoort uit de familie van de korenbouten (Libellulidae), onderorde echte libellen (Anisoptera).
De wetenschappelijke naam Agrionoptera bartola is voor het eerst geldig gepubliceerd in 1937 door Needham & Gyger.